# Баттернат (Вісконсин)
Баттернат (англ. Butternut) — селище (англ. village) в США, в окрузі Ешленд штату Вісконсин. Населення — 366 осіб (2020).

## Географія
Баттернат розташований за координатами 46°0′47″ пн. ш. 90°29′50″ зх. д. / 46.01306° пн. ш. 90.49722° зх. д. (46.013187, -90.497258).  За даними Бюро перепису населення США в 2010 році селище мало площу 4,16 км², уся площа — суходіл. В 2017 році площа становила 3,82 км², уся площа — суходіл.

## Демографія
Згідно з переписом 2010 року, у селищі мешкало 375 осіб у 180 домогосподарствах у складі 103 родин. Густота населення становила 90 осіб/км².  Було 214 помешкання (51/км²).
Расовий склад населення:
| - 94,1 % — білих - 2,7 % — корінних американців |

До двох чи більше рас належало 2,9 %. Частка іспаномовних становила 1,1 % від усіх жителів.
За віковим діапазоном населення розподілялося таким чином: 22,9 % — особи молодші 18 років, 60,3 % — особи у віці 18—64 років, 16,8 % — особи у віці 65 років та старші. Медіана віку мешканця становила 41,5 року. На 100 осіб жіночої статі у селищі припадало 100,5 чоловіків;  на 100 жінок у віці від 18 років та старших — 91,4 чоловіків також старших 18 років.
Середній дохід на одне домашнє господарство  становив 37 924 долари США (медіана — 29 167), а середній дохід на одну сім'ю — 49 205 доларів (медіана — 45 313). За межею бідності перебувало 18,7 % осіб, у тому числі 22,8 % дітей у віці до 18 років та 20,0 % осіб у віці 65 років та старших.
Цивільне працевлаштоване населення становило 143 особи. Основні галузі зайнятості: виробництво — 40,6 %, освіта, охорона здоров'я та соціальна допомога — 18,2 %, мистецтво, розваги та відпочинок — 9,1 %, транспорт — 7,0 %.